# 堀田聰子
堀田 聰子（ほった さとこ、1976年 - ）は日本の社会福祉学者。専門はケア人材政策、地域共生。

## 来歴
小学校時代、田舎で成績が良かったため、勉強している印象をもたれていた。当時は周りの目が気になり、息苦しさからボランティアセンターに訪れていた。
1995年 京都大学経済学部に入学。2年次に同大学法学部に転部。京大法学部在学中に障がい当事者団体のイタリア旅行に介助者として参加し、その時に介護につかまれたという。介護の現場と政策をつなぐ「窓口」になろうと考え、社会に問題提起するマスコミと実態を行政へ提言するシンクタンクの選考を受けた。京大法学部卒業。
1999年 三和総合研究所に入所。2011年4月 独立行政法人労働政策研究・研修機構研究員（〜2015年3月）。2015年4月 国際医療福祉大学大学院教授（〜2017年3月）。2017年4月 慶應義塾大学大学院健康マネジメント研究科教授。2018年 日本医療政策機構理事。2020年9月 神戸女子大学非常勤講師（〜2021年3月）。2021年4月 東京大学大学院医学系研究科非常勤講師（〜2022年3月）。

## 略歴
- 1999年3月 - 京都大学法学部卒業。
- 1999年4月 - 三和総合研究所研究員（〜2002年4月）。
- 2002年4月 - UFJ総合研究所研究員（〜2004年6月）。
- 2004年8月 - 東京大学社会科学研究所人材ビジネス研究寄付研究部門助手（〜2008年4月）。
- 2008年3月 - 大阪大学大学院国際公共政策研究科博士課程修了。
- 2008年5月 - 東京大学社会科学研究所人材ビジネス研究寄付研究部門特任准教授（〜2010年3月）。
- 2010年4月 - オランダ社会文化計画局研究員（〜2011年3月）。
- 2011年4月 - 独立行政法人労働政策研究・研修機構研究員（〜2015年3月）。
- 2015年4月 - 国際医療福祉大学大学院教授（〜2017年3月）。
- 2017年4月 - 慶應義塾大学大学院健康マネジメント研究科教授。
- 2018年 - 日本医療政策機構理事。
- 2020年9月 - 神戸女子大学非常勤講師（〜2021年3月）。
- 2021年4月 - 東京大学大学院医学系研究科非常勤講師（〜2022年3月）。

## 主張
- 介護サービスの利用者、医療機関にきた患者、認知症の人を「利用者」「患者」ではなく、1人の生活者として見ており、それができていないならビジネスチャンスを失っているのではないかと述べている[2]。
- 介護の人件費の高さは訪問系で7割と群を抜いている。介護報酬を上げるか（税負担を上げるか）、介護職員1人当たりの生産性を高めるかの2点。前者については法律を変える必要があるが、後者は小さな事業所であれば職場でもできる方法だとしている[3]。